# Rio Băiuțu
O Rio Băiuţu é um rio da Romênia afluente do rio Prislop, localizado no distrito de Prahova.